# Ferrières-la-Verrerie
Ferrières-la-Verrerie ist eine Gemeinde im französischen Département Orne in der Normandie. Sie gehört zum Arrondissement Alençon und zum Kanton Écouves. Nachbargemeinden sind Merlerault-le-Pin im Nordwesten, Planches im Norden, Sainte-Gauburge-Sainte-Colombe und La Ferrière-au-Doyen im Nordosten, Fay, Mahéru und Moulins-la-Marche im Osten, Saint-Aubin-de-Courteraie und Saint-Agnan-sur-Sarthe im Südosten, Tellières-le-Plessis, Le Plantis und Courtomer im Süden, Gâprée im Südwesten und Brullemail und Saint-Léonard-des-Parcs im Westen.

## Bevölkerungsentwicklung
| Jahr      | 1962 | 1968 | 1975 | 1982 | 1990 | 1999 | 2008 | 2015 | 2021 |
| --------- | ---- | ---- | ---- | ---- | ---- | ---- | ---- | ---- | ---- |
| Einwohner | 366  | 322  | 273  | 215  | 186  | 196  | 212  | 162  | 136  |